# HMS Good Hope (1901)
HMS Good Hope – brytyjski krążownik pancerny typu Drake, zwodowany 21 lutego 1901 roku, do służby wszedł 8 listopada 1902 roku. Od 1906 okręt flagowy Pierwszej Eskadry Krążowników Floty Atlantyckiej, od 1908 okręt flagowy Drugiej Eskadry Krążowników Floty Atlantyckiej.
Od 1913 we Flocie Rezerwowej, od wybuchu I wojny światowej włączony do 5. Eskadry Krążowników jako okręt flagowy wiceadmirała Christophera Cradocka. Zatopiony w czasie bitwy pod Coronelem 1 listopada 1914 roku.

## Dane techniczne
- pancerz:
  - burtowy – 152 mm
  - wieże artylerii głównej – 152 mm